# جي كيلوج بارسونز
جي كيلوج بارسونز هو طبيب أمريكي متخصص في المسالك البولية.

## التعليم
حصل بارسونز على درجة الدكتوراه في الطب من كلية الطب في جامعة بنسلفانيا. وأكمل فترة التدريب في علم أمراض المسالك البولية في مستشفى جونز هوبكنز في بالتيمور، ماريلاند. وحصل على درجة الماجستير في العلوم الصحية من كلية الطب في جونز هوبكنز بلومبرج.

## المقعد الموهوب
هو الحائز على المقعد الموهوب سي لويل وجولين بارسونز في علم أمراض المسالك البولية في جامعة كاليفورنيا, سان دييغو. حيث اظهر بحثه ان عوامل أسلوب الحياة مثل السمنة والسكري وعدم ممارسة الرياضة تسهم في شكاوي المسالك البولية.
بارسونز هو أخصائي أورام المسالك البولية.